# Encino (Texas)
Encino è un census-designated place degli Stati Uniti d'America, situato nella contea di Brooks dello Stato del Texas.

## Geografia fisica
Encino è situata a 26°56′31″N 98°06′38″W. La comunità si trova lungo la U.S. Highway 281, diciotto miglia a sud di Falfurrias, nel sud della contea di Brooks.
Secondo lo United States Census Bureau, ha un'area totale di 6,8 miglia quadrate (18 km²).

## Società

### Evoluzione demografica
Secondo il censimento del 2000, c'erano 177 persone, 61 nuclei familiari, e 48 famiglie residenti nella città. La densità di popolazione era di 26,2 persone per miglio quadrato (10,1/km²). C'erano 92 unità abitative a una densità media di 13,6 per miglio quadrato (5,3/km²). La composizione etnica della città era formata dall'82,49% di bianchi, lo 0,56% di nativi americani, il 15,25% di altre razze, e l'1.69% di due o più etnie. Ispanici o latinos di qualunque razza erano il 94,92% della popolazione.
C'erano 61 nuclei familiari di cui il 44,3% avevano figli di età inferiore ai 18 anni, il 59,0% erano coppie sposate conviventi, il 13,1% aveva un capofamiglia femmina senza marito, e il 19,7% erano non-famiglie. Il 14,8% di tutti i nuclei familiari erano individuali e il 6,6% aveva componenti con un'età di 65 anni o più che vivevano da soli. Il numero di componenti medio di un nucleo familiare era di 2,90 e quello di una famiglia era di 3,22.
La popolazione era composta dal 31,1% di persone sotto i 18 anni, il 10,2% di persone dai 18 ai 24 anni, il 24,9% di persone dai 25 ai 44 anni, il 19,2% di persone dai 45 ai 64 anni, e il 14,7% di persone di 65 anni o più. L'età media era di 36 anni. Per ogni 100 femmine c'erano 136,0 maschi. Per ogni 100 femmine dai 18 anni in giù, c'erano 117,9 maschi.
Il reddito medio di un nucleo familiare era di 25.667 dollari, e quello di una famiglia era di 25.667 dollari. I maschi avevano un reddito medio pro capite di 38.750 dollari contro i 26.250 dollari delle femmine. Il reddito medio pro capite era di 10.546 dollari. Circa il 31,5% delle famiglie e il 22,4% della popolazione erano sotto la soglia di povertà, incluso il 17,1% di persone sotto i 18 anni di età e il 17,9% di persone di 65 anni o più.